# Megacyllene castroi
Megacyllene castroi es una especie de escarabajo longicornio del género Megacyllene, tribu Clytini, subfamilia Cerambycinae. Fue descrita científicamente por Prosen en 1947.

## Descripción
Mide 16-17 milímetros de longitud.

## Distribución
Se distribuye por Argentina.